# Покритосеменни
Покритосеменните (Magnoliophyta) са отдел растения, притежаващи най-усложненото растително тяло в морфологично отношение. Разнообразието от покритосеменни растения превъзхожда това на всички останали групи висши растения.
Продължителността на жизнения цикъл на фасула, царевицата и други тревисти растения е само една година. Повечето дървета и храсти цъфтят и дават плодове много пъти през живота си. Такива растения се многогодишни растения.

## Характеристики
Покритосеменните се различават от останалите семенни растения по няколко основни белега:
- Цветове - Цветовете на покритосеменните растения са най-забележимата разлика от голосеменните, поради което те понякога са наричани цветни растения. Цветовете имат изключителна адаптивна роля, позволила еволюцията и разцвета на покритосеменните като доминираща форма в екосистемите на сушата.
- Тичинки с два чифта поленови торбички
- Редуцирани мъжки гаметофити - при покритосеменните оплождането започва малко след самото опрашване.
- Плодници - Затварянето на семепъпките в плодници подпомага опрашването и предотвратява самооплождането. Образуването на същински плодове дава възможност за разпространение на семената.
- Редуцирани женски гаметофити - По-малките женски гаметофити също подпомагат по-бързото образуване на семената, което дава възможност за едногодишният жизнен цикъл при тревистите растения.
- Ендосперм - Образуването на ендоспермна тъкан създава запас от хранителни вещества за развиващия се зародиш, семеделите, а понякога и първоначалното покълване.

## Размножаване на покритосеменните растения
Тичинките и плодника са основни части на цвета. Тичинките и плодниците на различните растения са разнообразни по форма и размери. Тичинките съдържат прашец, съставен от малки зърна. В плодника се съдържат семепъпки.
Пренасянето на прашец от тичинките на един цвят върху плодника на друг цвят се нарича опрашване. Цветовете трябва да бъдат опрашени, преди образуването на семена. При някои растения опрашването се извършва от пчели, пеперуди, птици и други животни. Цветовете ги привличат с ярките си багри и с аромата на сладкия нектар, който отделят. Прашецът и нектарът са ценна храна за животните опрашители. Като посещават цветовете, те пренасят прашец.
При житните растения, копривата, дъба, бука и други дървета опрашаването се извършва от вятъра, който разнася цветния прашец.
Когато прашинково зърно попадне върху плодника, от него израства тънка тръбица. По прашинковата тръбица част от прашеца прониква в семепъпката. Сливането на прашеца и семепъпката се нарича оплождане. Фактически оплождането става в зародишната торбичка на семепъпката. В нея има 8 клетки от които 2 са по-важни – вторичното ядро и яйцеклетката. От ядрото се образува хранителната тъкан, а от яйцеклетката новото растение. След оплождането семепъпката се превръща в семе. Цветът увяхва. Остава плодникът, който нараства и се превръща в плод. В плодовете са затворени семената на растенията.
Семето съдържа зародиш и запаси от хранителни вещества, защитени от семенна обвивка. Зародишът е малко растение с коренче, стъбълце, листенца и пъпка. Когато условията са благоприятни, семето поглъща вода и зародишът започва да нараства. Семенната обвивка се разкъсва. Зародишното коренче излиза навън и се забива в почвата. След него се показва стъбълцето. Казваме, че семето покълва. За покълването не е необходима светлина, защото зародишът използва запасената в семето храна. Покълващите семена се нуждаят от енергия. Затора те поглъщат кислород от въздуха и дишат.

## Класификация
В повечето таксономии покритосеменните растения се разглеждат като една група, която в различните системи има различен таксономичен ранг. В системите на Ветщайн и на Енглер групата има ранг на подотдел, наречен Angiospermae. При Ривийл подотделът се нарича Magnoliophytina, но по-късно е разделен на Magnoliopsida, Liliopsida и Rosopsida. В системите на Тахтаджян и Кронкуист покритосеменните са отдел Magnoliophyta, а при Далгрен и Торн – клас Magnoliopsida. В класификациите на Групата по филогения на покритосеменните (APG) от 1998 и 2003, те не се разглеждат като формален таксон.
До 90-те години на 20 век в ботаническата наука съществува консенсус за разделянето на покритосеменните растения в два класа – Едносемеделни (Liliopsida) и Двусемеделни (Magnoliopsida), в зависимост от броя семедели (зародишни листа) на семето, но понастоящем това деление се счита за противоречащо на филогенията на покритосеменните. Деление на базата на броя семедели обединява неродствени групи с два семедела – например Магнолиеви (Magnoliaceae) с Розови (Rosaceae). В действителност Розови са еволюционно по-близки до едносемеделните отколкото до Магнолиеви. Последните 20 години са особено успешни за разбирането на родствените отношения между покритосеменните. Прогресът в тази насока е обобщен от Групата по филогения на покритосеменните (APG) – през 1998 (APG I) и актуализирана през 2003 (APG II).
Съвременните изследвания разделят покритосеменните растения на 8 основни групи – едносемеделни, същински двусемеделни, магнолиидни, Amborellales, Nymphaeales, Austrobaileyales, Chloranthales и Ceratophyllales. Растенията с един семедел еволюират от комплекса на двусемеделните еднократно, правейки класа Едносемеделни монофилетичен, докато класът Двусемеделни остава парафилетичен и следователно противоречащ на критерия за еднородност в систематичната таксономия. В рамките на двусемеделните е идентифицирана монофилетичната група същински двусемеделни, включваща повечето видове. Топологията на еволюционното дърво на покритосеменните включва последователността Amborellales с единствен представител Amborella trichopoda, Nymphaeales включително Hydatellaceae, Austrobaileyales и клада (монофилетична група) от едносемеделните, магнолиидни+Chloranthales и същинските двусемеделни+Ceratophyllales.